# IL18BP
IL18BP (англ. Interleukin 18 binding protein) – білок, який кодується однойменним геном, розташованим у людей на короткому плечі 11-ї хромосоми. Довжина поліпептидного ланцюга білка становить 194 амінокислот, а молекулярна маса — 21 099.
| 10         |  | 20         |  | 30         |  | 40         |  | 50         |
| ---------- |  | ---------- |  | ---------- |  | ---------- |  | ---------- |
| MTMRHNWTPD |  | LSPLWVLLLC |  | AHVVTLLVRA |  | TPVSQTTTAA |  | TASVRSTKDP |
| CPSQPPVFPA |  | AKQCPALEVT |  | WPEVEVPLNG |  | TLSLSCVACS |  | RFPNFSILYW |
| LGNGSFIEHL |  | PGRLWEGSTS |  | RERGSTGTQL |  | CKALVLEQLT |  | PALHSTNFSC |
| VLVDPEQVVQ |  | RHVVLAQLWA |  | GLRATLPPTQ |  | EALPSSHSSP |  | QQQG       |

A: Аланін

C: Цистеїн

D: Аспарагінова кислота

E: Глутамінова кислота

F: Фенілаланін

G: Гліцин

H: Гістидин

I: Ізолейцин

K: Лізин

L: Лейцин

M: Метіонін

N: Аспарагін

P: Пролін

Q: Глутамін

R: Аргінін

S: Серин

T: Треонін

V: Валін

W: Триптофан

Задіяний у такому біологічному процесі, як альтернативний сплайсинг. 
Секретований назовні.